# 舍盧季基夫卡
49°40′49″N 36°32′31″E / 49.68028°N 36.54194°E
舍盧季基夫卡（烏克蘭語：Шелудьківка）是位於烏克蘭東部的村莊，由哈爾科夫州丘胡伊夫区的斯洛博然斯凱市鎮負責管轄。該村始建於1685年，面積4.36平方公里，海拔高度99米，2001年人口2,746，人口密度每平方公里629.2人。